# Julcán (distrito de Julcán)
Julcán é um distrito do Peru, departamento de La Libertad, localizada na província de Julcán.

## Transporte
O distrito de Julcán é servido pela seguinte rodovia:
- LI-120, que liga o distrito de Agallpampa à cidade de Calamarca
- PE-10A, que liga o distrito de Quiruvilca à cidade de Trujillo (distrito)